# Pinus x rhaetica
El pino moro (Pinus × rhaetica) es un árbol de pequeño porte (8-10 metros hasta su copa) de corteza grisácea, que vira a naranja muy pálido en su parte superior. Posee acículas de color verde oscuro muy variable -sin llegar al verde glauco del pino albar o silvestre (Pinus sylvestris)- y algo más largas que el pino silvestre (carácter variable); piñas sentadas con pedicelos retorsos, viradas hacia el tronco (carácter variable) y escamas con apófisis también retorsas, terminadas en una "uña" también muy variable, en cualquier caso, nunca plana[cita requerida].
En España es una especie híbrida -con diversos grados de hibridación- entre Pinus sylvestris y Pinus uncinata, frecuente en Pirineos, algunos puntos aislados de Picos de Europa y cotas máximas del Sistema Ibérico, así como en Alpes. Se encuentra en la banda superior del hábitat de Pinus sylvestris y por debajo del óptimo para Pinus uncinata[cita requerida] aunque se pueda encontrar por encima de éstos por azar, debido a la presión antrópica[cita requerida].

## Descripción
Hay una descripción muy completa de Pinus × rhaetica en el artículo de Wikipedia Pinus × rhaetica  (en inglés) pero que, en el caso de hojas y conos, describe caracteres sustancialmente diferentes de los que se puedan encontrar en España.

### Tronco oritidoma
El tronco se asemeja al de pino silvestre -corteza o ritidoma con más divisiones irregulares que el tronco de Pinus uncinata- y conforme gana altura éste pierde espesor y presenta corteza foliada o papirácea de tonos marrón anaranjado muy difuminado alternando con manchas grises. En cambio sus ramas presentan un tono anaranjado más patente.

### Hojas oacículas
Las hojas o acículas crecen en fascículos de dos, miden 4 centímetros (cm) o más en su mayor desarrollo -en el ápice de las ramillas- y presentan un color verde claro, sin llegar al verde pálido del Pino silvestre por un lado, ni al verde más oscuro de Pinus uncinata. Además, las hojas se desarrollan con un plano levógiro de aproximadamente 90° en su desarrollo máximo, mientras que las hojas menos desarrolladas pueden presentar un giro de 180° 

### Piñas oestróbilos
Las piñas miden 4x2,5-2,6 cm de forma globoso-piramidal cuando están desarrolladas -antes de la apertura de sus escamas- son sub-sentadas y presentan pedúnculo no evidente y retorso, orientadas hacia el tronco. Las escamas poseen ombligo -parte superior de la escama- excéntrico y apófisis muy variable, entre piramidal y ganchuda, a diferencia de Pinus sylvestris que tiene ombligo no excéntrico y mútico; es decir, sin punta o arista terminal, pero esta última característica es muy variable.

## Origen
El origen de esta especie híbrida o notoespecie está sujeto a polémica, porque Pinus × rhaetica se emplea en el resto de Europa para identificar ejemplares híbridos entre 'Pinus mugo  y otras especies de pinos, como pueda ser el Pinus ulginosa -principalmente-  y éste con Pinus sylvestris -en menor medida- así como hibridaciones entre estas tres especies de forma reiterada y en diverso grado. 
Algunos autores plantean que, incluso P. uncinata es una subespecie de P. mugo, mientras que otros argumentan lo contrario: el porte del P. mugo -rastrero o arbustivo- como rasgo diferenciador de P. uncinata -claramente arbóreo- como el que se cita en Pirineos y Alpes.
Con base en los últimos estudios en genética de poblaciones, Pinus × rhaetica pertenece a un cruce entre las especies más recientes -el complejo Pinus mugo, entre las que se encuentra P. uncinata- con P. sylvestris -y dentro de éste, con variedades muy concretas, repartidas por España, como, por ejemplo, con Pinus sylvestris var. iberica Svoboda al sur del Sistema Ibérico, lo que conlleva caracteres que varían entre las diferentes poblaciones- que también sería una reciente escisión con estas últimas[cita requerida] del resto del Genus Pinus -además de entrecruzamientos previos y de diverso grado[cita requerida]- y por ello, su facilidad para cruzarse y tener descendencia viable, desapareciendo Pinus uncinata por el cambio climático en el transcurso de este último Interglaciar, más favorable para la expansión de Pinus × rhaetica[cita requerida]. Como así ha sucedido en el Sistema Ibérico, donde no quedan ejemplares de Pinus uncinata.

## Distribución
Pinus × rhaetica se extiende por Austria, Suiza (Alpes Raéticos y norte de Italia). En España se extiende por Pirineos, Prepirineo, Sistema Ibérico, Sierra Cebollera, Moncayo[cita requerida], Sierra de Gúdar (Teruel) y algunos ejemplares aislados en Valencia
Además, en España se distinguen al menos dos notovariedades; el Pinus × rhaetica nothovar. bolosii, por hibridación con Pinus sylvestris var. catalaunica, propia de Pirineos; y el Pinus × rhaetica nothovar. borjae por hibridación con Pinus sylvestris var. iberica, típico del Sistema Ibérico.

## Ecología

### Óptimo climático
El óptimo climático de Pinus × rhaetica se sitúa en un ambiente heliófilo, propio de zonas soleadas y que además no tiene casi competencia por la luz. Por tanto, este árbol es típico de ambientes semi-adehesados; con una humedad ambiental media elevada (60% de Humedad Relativa; HR) y una mínima influencia oceánica. A esto se añade que se ubica en torno a la isoterma de los 7 °C de media anual -por debajo del clima subalpino u oromediterráneo- mientras que, la media de las temperaturas máximas, no supere los 21 °C.
En conclusión, y desde el punto de vista climático, Pinus × rhaetica es un árbol propio de la alta montaña, pero requiere de un suelo desarrollado, clima templado no continental -evitando oscilaciones térmicas acusadas- y no tolera estiajes propios del clima mediterráneo.

### Óptimoedáfico
Desde el punto de vista del óptimo edáfico de Pinus × rhaetica, este 
árbol prefiere entornos ligeramente ácidos (caso de Pirineos) pero no siendo a priori, consistente con los ejemplares existentes en la Sierra de Gúdar, de suelos calizos. Así. este árbol es propio de suelos mesohídricos -frecuentemente húmedos pero sin encharcamientos, bien drenados-. El óptimo de textura es un suelo arenoso fino; requiere cierta acumulación de nutrientes (Meso-oligotrófico); no tolera salinidad alguna y, finalmente, requiere de una estructura de suelo moder (suelo rico en humus con varios horizontes definidos de descomposición de materia orgánica por saprófitos que generan descalcificación[cita requerida]) y por tanto, acidez.

## Taxonomía
Con base en diversos autores, se han establecido una serie de caracteres diferenciales basadas en las piñas o estróbilos femeninos, el ritidoma -o corteza- y las acículas de esta especie -P. × rhaetica- con respecto a P. sylvestris:
-  Las piñas son reflexas: tienen el ombligo claramente revuelto curvándose hacia el centro del eje longitudinal de la piña. Además, y sin ser un carácter excluyente del anterior, se puede observar que son sésiles y sentadas. 

Este carácter es también variable, otros autores citan ejemplares con piñas pecioladas:
Las piñas tienden a ser pediceladas (carácter de P. sylvestris) aunque en algunos pies o en ramas sueltas son más claramente subsentadas (como en P. uncinata)
-  El ritidioma de los ejemplares no tiene color asalmonado. Su corteza es más parda.

Otros autores matizan este carácter:
Poseen cortezas cenicientas, a menudo algo más oscuras que las de P. sylvestris, pero con la disposición de escamas del tronco más propia de dicha especie; los cimales de los pies más vetustos son a menudo cárneos pero no intensamente anaranjados
- Las acículas son diferentes a las de silvestre. No tienen tonalidad glauco[sic] y son más alargadas

A estos caracteres, hay que incluir la forma de las escamas medias e inferiores de las piñas, que según autores poseen apófisis fuertemente ganchudas y retorsas Pero esta última característica es también muy variable[cita requerida].